# Kansas City (Missouri)
Pour les articles homonymes, voir Kansas City.
Kansas City est la plus grande ville et le centre de la deuxième agglomération (après Saint-Louis) du Missouri, État américain du Midwest, au centre des États-Unis. En 2019, elle comptait 495 327 habitants. La ville est située à l'extrémité ouest de l'État, à la frontière avec le Kansas, au confluent des rivières Missouri et Kansas. Elle fait face à son homonyme située elle au Kansas. Les deux villes font partie de la zone métropolitaine de Kansas City, à cheval sur les deux États, qui comptait 2 160 000 habitants en 2015. Kansas City s'étend sur les comtés de Clay, de Cass, de Jackson et de Platte.

## Géographie
Kansas City se situe presque au centre des États-Unis, au confluent des rivières Missouri et Kansas, à 820 km à l'ouest-sud-ouest de Chicago, la troisième ville du pays, et à 1 096 km au nord-nord-ouest de la Nouvelle-Orléans.
La ville a une superficie de 826,28 km2. Kansas City est entourée au nord et au sud par des falaises calcaires et rocheuses sculptées par les glaciers. La ville  est à la confluence des rivières Kansas et Missouri qui ont creusé de larges vallées après la fonte des glaciers. C’est la grande ville la plus proche du centre géographique des États-Unis contigus.
La ville est constituée, comme beaucoup d'autres villes des États-Unis, d'un quartier d'affaires entouré par de vastes banlieues pavillonnaires. Toutefois, l'existence du Missouri, ainsi que la frontière entre le Kansas et le Missouri, ont freiné le développement de la ville métropole sur la rive ouest.

## Histoire
Au XVIIIe siècle, la zone de Kansas City est située en Louisiane (Nouvelle-France), territoire qui sera vendu définitivement aux États-Unis naissants en 1804 (vente de la Louisiane).
François Chouteau (1797-1838) est traditionnellement crédité comme étant le premier à avoir pris pied sur le territoire actuel de la ville de Kansas City. Avec son épouse, Bérénice Ménard, il est souvent cité comme étant l'un des premiers colons blancs de Kansas City. Il était le neveu de René-Auguste Chouteau. La ville fut originellement établie sur la concession de 257 acres de Gabriel Prudhomme (1791-1831), issu d'une famille canadienne-française originaire de Miniac-sous-Bécherel, en Bretagne, et implantée à L'Assomption au Québec (Nouvelle-France).
L'expédition Lewis et Clark (1804-1806) s'arrête plusieurs jours à Kansas City lors de son voyage d'exploration vers le grand Ouest.
Dans les années 1830, Kansas City est un point de convergence de trois pistes d'expansion vers l'Ouest : la piste de Santa Fe, celle de Californie, et celle de l'Oregon — toutes traversant le comté de Jackson.
En 1894, la ville est le théâtre d'importants troubles religieux : de nombreux catholiques sont agressés et parfois tués.

## Climat
D'après la classification de Köppen : la température moyenne du mois le plus froid est inférieure à 0 °C (janvier avec ((Tmin + Tmax) / 2) °C, soit ((−5.3 + 4.3) / 2) °C donc −0,5 °C) et celle du mois le plus chaud est supérieure à 10 °C (juillet avec ((Tmin + Tmax) / 2) °C, soit ((22,3 + 32,3) / 2) °C donc 26,4 °C) donc c'est un climat continental. Malgré un hiver assez sec, le climat n'est pas qualifié de climat continental avec hiver sec car les précipitations du mois hivernal le plus sec (février avec 24,4 mm) sont supérieures à 1/10 des précipitations du mois estival le plus humide (juin avec 141,1 mm et 24,4 > 141,1 ⁄10 soit 14,11). C'est donc un climat continental froid sans saison sèche. L'été est chaud car la température moyenne du mois le plus chaud est supérieure à 22 °C (juillet avec 26,4 °C).
Donc le climat de Kansas City est classé comme Dfa dans la classification de Köppen, soit un climat continental humide avec été chaud.
Les précipitations sont modérées et les températures sont extrêmes dans le froid comme le chaud. Les étés peuvent être très humides, avec de l’air humide remontant du golfe du Mexique, et des températures extrêmes parfois supérieures à 40 °C et des orages estivaux apportant de bref mais abondantes averses chaudes. Les hivers sont secs, la neige est peu abondante et les jours peuvent être cléments à très froids avec des extrêmes atteignant les −20 °C, déclencheurs de fréquentes tempêtes de pluie verglaçante. Les saisons intermédiaires sont ponctuées par de nombreux orages. Située dans « l'allée des tornades » (Tornado Alley), la ville est régulièrement le théâtre de tornades : l'air froid des montagnes Rocheuses entre en collision avec l’air chaud du golfe du Mexique, entraînant la formation de violentes tempêtes et tornades. Kansas City bénéficie d'un ensoleillement remarquablement élevé avec 2809,9 heures en moyenne par an.
| Mois                              | jan.  | fév.  | mars  | avril | mai   | juin  | jui.  | août  | sep.  | oct.  | nov.  | déc.  | année   |
| --------------------------------- | ----- | ----- | ----- | ----- | ----- | ----- | ----- | ----- | ----- | ----- | ----- | ----- | ------- |
| Température minimale moyenne (°C) | −5,3  | −3,1  | 2,1   | 8,1   | 14    | 19,2  | 22,3  | 21,3  | 15,9  | 9,3   | 2,6   | −3,8  | 8,6     |
| Température maximale moyenne (°C) | 4,3   | 7,1   | 13,3  | 19,3  | 24,4  | 29,4  | 32,3  | 31,5  | 26,7  | 19,8  | 12,4  | 5,3   | 18,9    |
| Record de froid (°C)              | −25,6 | −25   | −19,4 | −8,9  | 0     | 6,7   | 11,1  | 8,9   | −1,1  | −6,1  | −15   | −28,3 | −28,3   |
| Record de chaleur (°C)            | 24,4  | 28,3  | 31,7  | 34,4  | 39,4  | 42,2  | 44,4  | 45    | 42,8  | 36,7  | 28,3  | 23,3  | 45      |
| Ensoleillement (h)                | 183,7 | 174,3 | 223,9 | 257,8 | 285   | 305,5 | 329,3 | 293,9 | 240,5 | 213,6 | 155,3 | 147,1 | 2 809,9 |
| Précipitations (mm)               | 24,4  | 38,4  | 55,9  | 90,4  | 133,4 | 141,5 | 108,5 | 101,9 | 109,2 | 89,7  | 51,8  | 45,7  | 991,6   |
| dont neige (cm)                   | 10,9  | 10,4  | 7,1   | 2,3   | 0,5   | 0     | 0     | 0     | 0     | 0,8   | 0,8   | 11,4  | 39,4    |

## Démographie
| Groupe                 | Kansas City | Missouri | États-Unis |
| ---------------------- | ----------- | -------- | ---------- |
| Blancs non hispaniques | 49,2        | 79,2     | 55,7       |
| Latino-Américains      | 10,0        | 3,6      | 16,7       |
| Afro-Américains        | 29,9        | 11,6     | 12,6       |
| Autres                 | 4,5         | 1,3      | 6,2        |
| Métis                  | 3,2         | 2,1      | 2,9        |
| Asiatiques             | 2,5         | 1,6      | 4,8        |
| Amérindiens            | 0,5         | 0,5      | 0,9        |
| Océaniens              | 0,2         | 0,1      | 0,2        |
| Total                  | 100         | 100      | 100        |
|                        |             |          |            |

En 2010, la population hispanique est majoritairement d'origine mexicaine, les Mexicano-Américains représentant 7,8 % de la population.
Selon l'American Community Survey, pour la période 2011-2015, 88,15 % de la population âgée de plus de 5 ans déclare parler l'anglais à la maison, 6,81 % déclare parler l'espagnol, 0,82 % le vietnamien et 4,12 % une autre langue.
Souvent appelée KCMO, Kansas City est le centre de la Kansas City Metropolitan Area, la seconde agglomération du Missouri. En 2019, d'après le bureau du recensement des États-Unis, la ville a une population de 495 327 habitants, ce qui en fait la plus peuplée du Missouri. Combinée à Kansas City (Kansas), la population atteint plus de 650 000 habitants, mais la totalité de la zone urbaine (dans les deux États) compte 2 015 282 habitants.

### Religion
Kansas City est le siège du diocèse de Kansas City-Saint Joseph avec la cathédrale de l'Immaculée-Conception.

## Politique et administration
| Période                                  | Période       | Identité           | Étiquette   | Qualité                |
| ---------------------------------------- | ------------- | ------------------ | ----------- | ---------------------- |
| Les données manquantes sont à compléter. |               |                    |             |                        |
| 1946                                     | 1955          | William E. Kemp    | Démocrate   |                        |
| 1956                                     | 1963          | Harold Roe Bartle  | Démocrate   |                        |
| 10 avril 1963                            | 10 avril 1971 | Ilus W. Davis      | Démocrate   |                        |
| 10 avril 1971                            | 10 avril 1979 | Charles Wheeler    | Démocrate   |                        |
| mai 1979                                 | mai 1991      | Richard L. Berkley | Républicain |                        |
| mai 1991                                 | mai 1999      | Emanuel Cleaver    | Démocrate   | Premier Afro-Américain |
| mai 1999                                 | mai 2007      | Kay Barnes         | Démocrate   |                        |
| 1er mai 2007                             | 2 mai 2011    | Mark Funkhouser    | Indépendant |                        |
| 2 mai 2011                               | 1er août 2019 | Sly James          | Indépendant |                        |
| 1er août 2019                            | En cours      | Quinton Lucas      | Démocrate   |                        |

## Parcs
Le parc Swope est le plus grand parc de la ville, avec une surface de 713 hectares, soit plus du double de la surface de Central Park. Outre les espaces verts, il inclut aussi un zoo, deux parcours de golfs, un théâtre de plein-air, un terrain de baseball, un terrain de football, une piscine et un terrain de frisbee.
Par ailleurs, presque toutes les rues résidentielles de la ville ont été plantées d'ormes, jusqu'à ce que la graphiose les attaque. Un programme de remplacement fut engagé, en faveur du copalme d'Amérique.

## Attractions

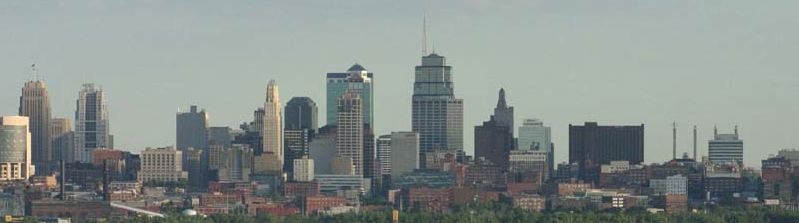
Centre-ville de Kansas City.

## Enseignement
Deux importantes universités sont situées dans la ville. La première est l'université du Missouri à Kansas City. La deuxième est Rockhurst Université, une école jésuite. L'université la plus importante reste Kansas University, dit KU, à 50 km au sud-ouest de Kansas City.
La ville accueille sur trois campus l'Académie Lafayette établie depuis 1999, une école publique sous contrat avec un programme entièrement en français dit « en immersion ».

## Culture
Un important musée d'art antique, classique et contemporain, le musée d'art Nelson-Atkins, est situé à Kansas City. Il est considéré comme l'un des plus importants des États-Unis.
À Kansas City se trouve également le Musée national de la Première Guerre mondiale.
En 2004 la bibliothèque centrale Community Bookshelf a été dotée d'une façade constituée de 22 gigantesques dos de livres, mesurant chacun environ 7.50 x 3 mètres. Ce sont les habitants qui ont suggéré les titres, dont Fahrenheit 451 de Ray Bradbury et Catch-22 de Joseph Heller.

## Transports

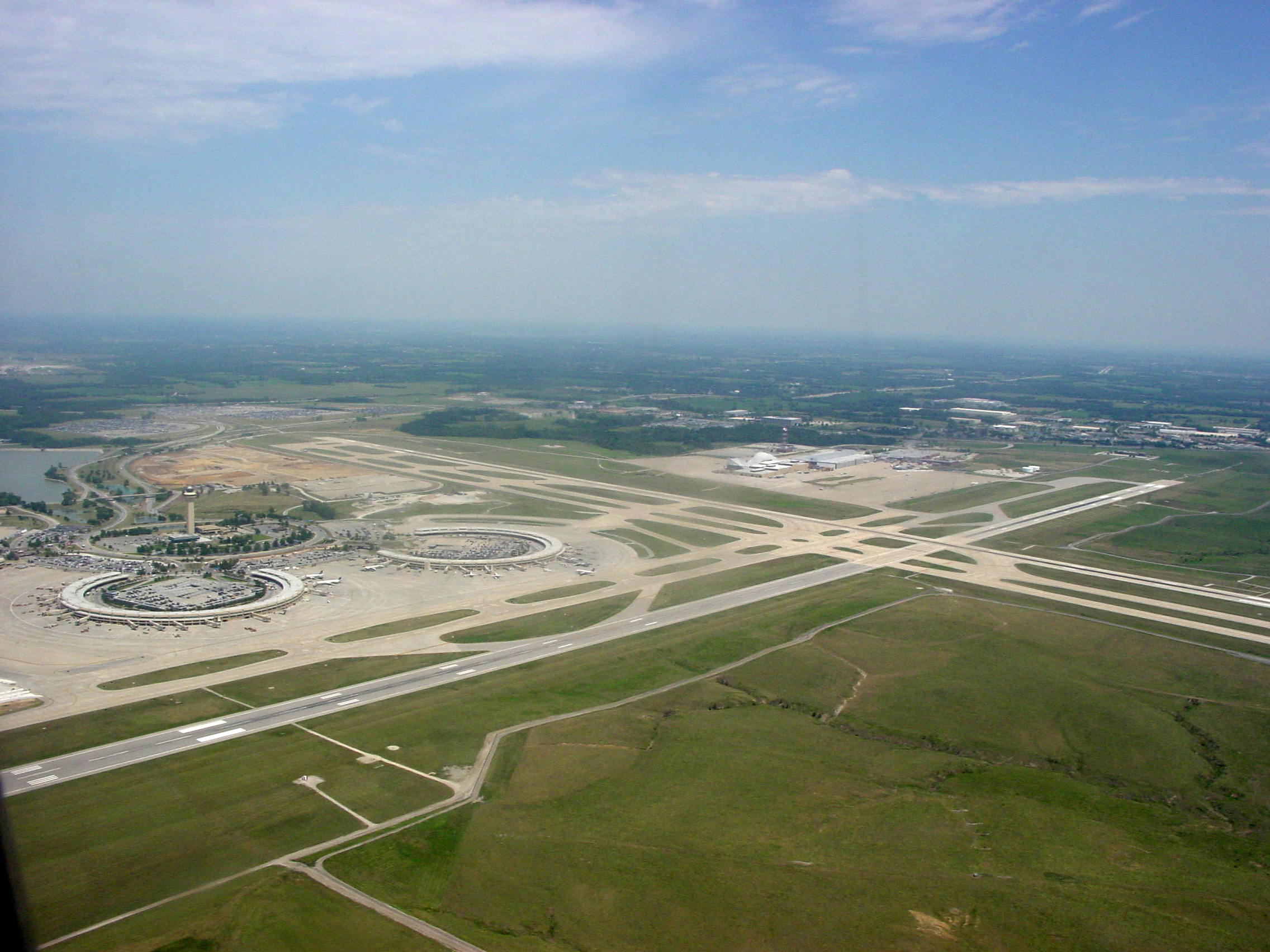
Aéroport international de Kansas City.

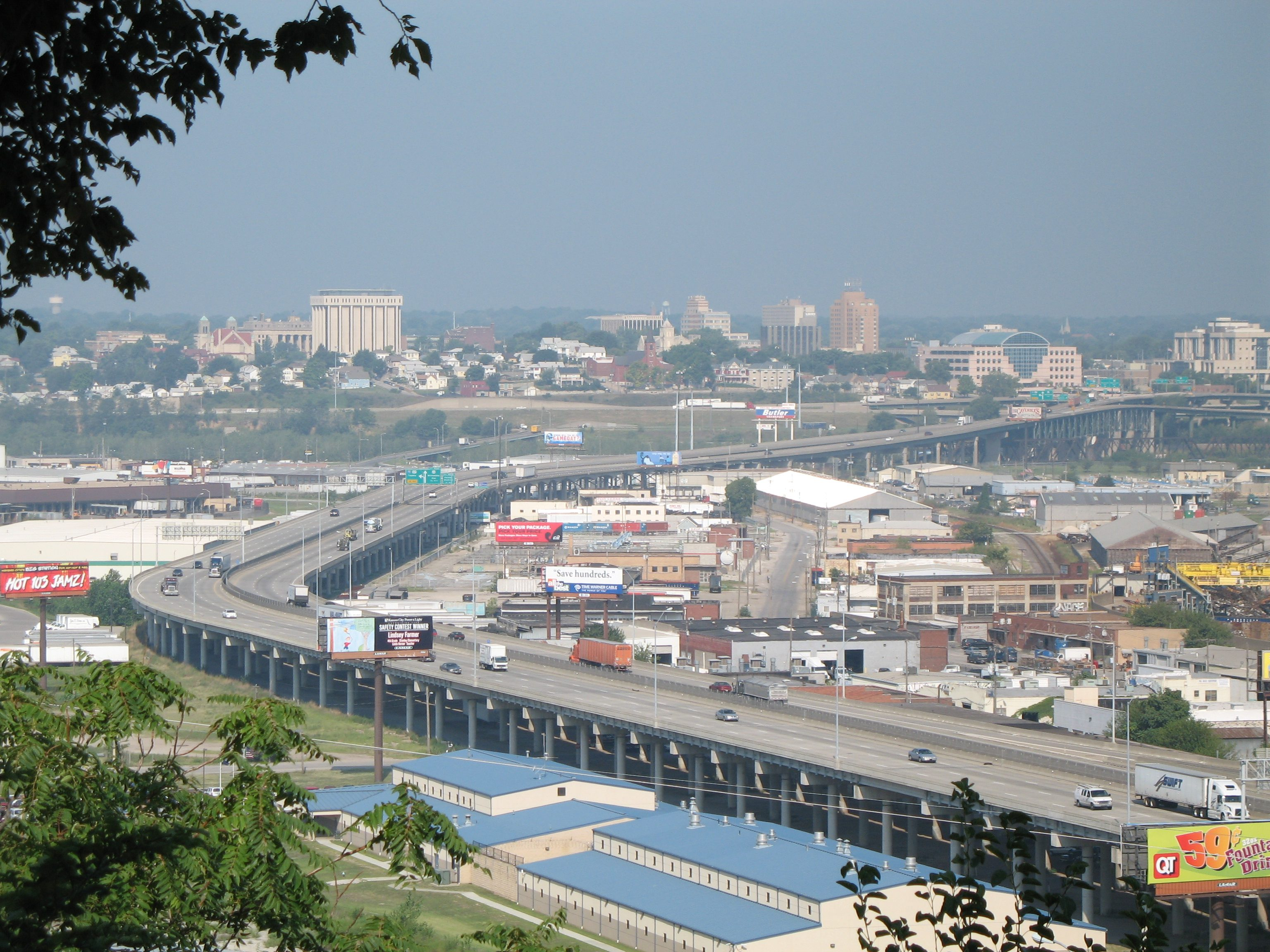
L'I-70 depuis Quality Hill à Kansas City.

### Aéroports
Kansas City dispose de plusieurs aéroports, dont l'aéroport international de Kansas City, principal aéroport de la ville, en liaison directe avec les principales villes du continent nord-américain.

### Routes et autoroutes
Le réseau routier de la ville est très dense. La ville se situe à l'intersection de plusieurs autoroutes dont l'I-70 reliant l'I-15 à Baltimore.

### Gare
Kansas City dispose d'une gare principale, l'Union Station, en liaison directe par le réseau Amtrak avec Chicago  et Los Angeles sur la ligne du Southwest Chief et avec Saint-Louis sur la ligne du Missouri River Runner.

### Transports en commun
La ville possède un réseau de transports en commun assez peu développé. Le programme visant à l'améliorer propose d'employer :
- le Max (Metro Area Express), un système de bus rapides mis en place en 2005, reliant le centre-ville aux quartiers Sud ;
- le métro léger, reliant le parc Swope au Kansas City International Airport dont le projet fut accepté en 2006 ;
- le trolleybus, déjà existant entre 1870 et 1957, dont la reconstruction fut proposée en 2007 et dont le réseau prévoit d'inclure à terme le métro léger.

## Jumelages
- Tainan (Taïwan)
- Séville (Espagne)
- Xi'an (Chine)
- Freetown (Sierra Leone)
- Ramla (Israël)
- Port Harcourt (Nigeria)
- San Nicolás de los Garza (Mexique)
- Kurashiki (Japon)
- Guadalajara (Mexique)
- Arusha (Tanzanie)
- Morelia (Mexique)
- Metz (France) depuis 2025

## Sports

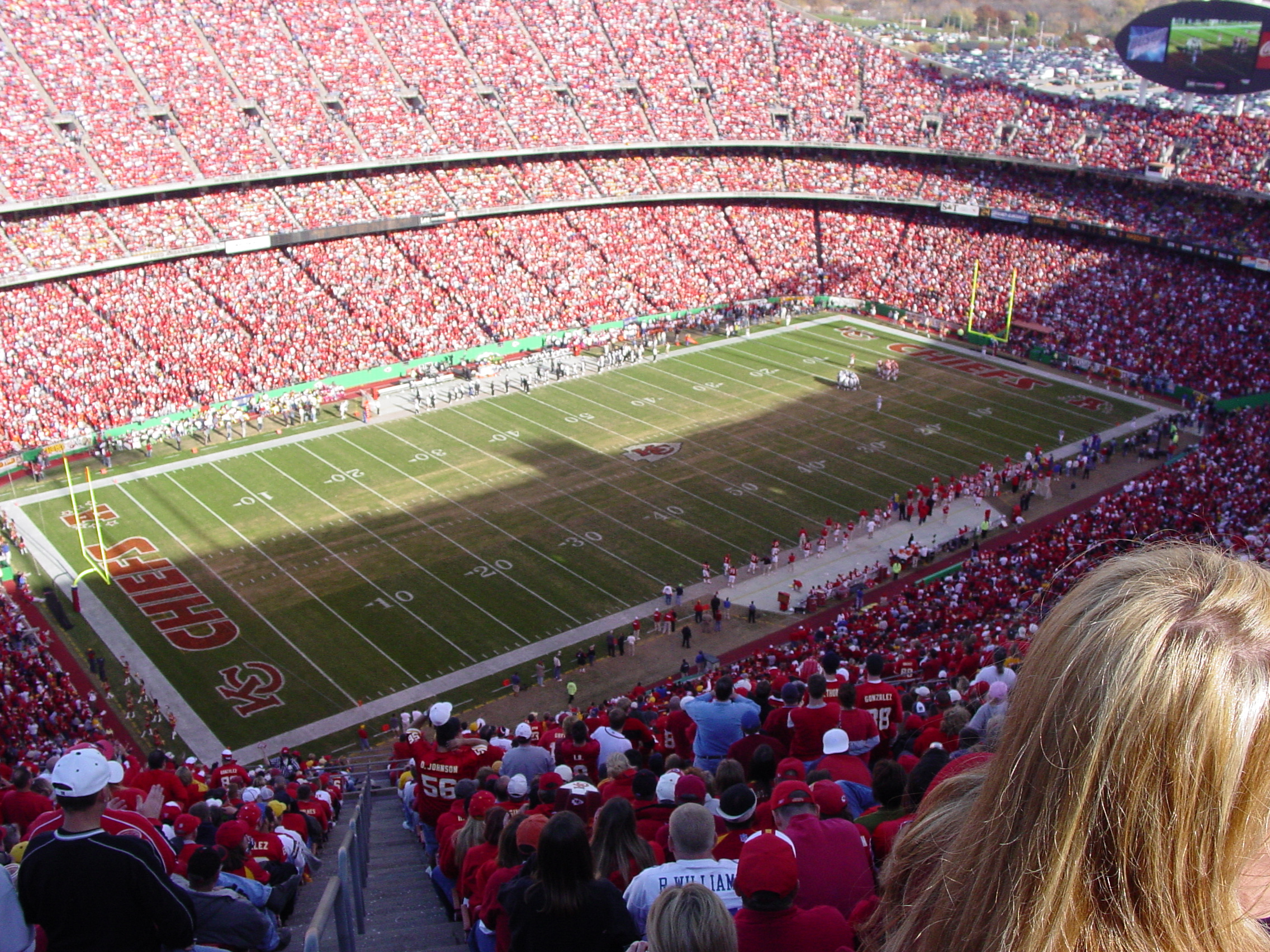
Match de football américain entre les Kansas City Chiefs et les Raiders d'Oakland

| Équipe                         | Ligue                      | Stade                 | Création | Titres |
| ------------------------------ | -------------------------- | --------------------- | -------- | ------ |
| Royals de Kansas City          | MLB (baseball)             | Kauffman Stadium      | 1969     | 2      |
| Chiefs de Kansas City          | NFL (football américain)   | Arrowhead Stadium     | 1963     | 4      |
| Sporting de Kansas City        | MLS (football)             | Children's Mercy Park | 1996     | 2      |
| Explorers de Kansas City       | World Team Tennis (tennis) | Barney Allis Plaza    | 1993     | 1      |
| Roller Warriors de Kansas City | WFTDA (roller derby)       | Hale Arena            | 2004     | 1      |

### Équipes de sport de Kansas City
- Americans de Kansas City : ancienne équipe de hockey sur glace, ayant évolué de 1940 à 1942 dans l'Association américaine de hockey
- Blades de Kansas City : ancienne franchise de hockey sur glace, ayant évolué de 1990 à 2001 dans la Ligue internationale de hockey
- Chiefs de Kansas City : franchise de football américain, évoluant depuis 1960 en National Football League (NFL)
- Command de Kansas City (anciennement Brigade de Kansas City) : franchise de football américain en salle, évoluant depuis 2006 en Arena Football League
- Explorers de Kansas City : équipe du World Team Tennis
- Kings de Kansas City-Omaha (1972-1975) et Kings de Kansas City (1975-1985) : anciens noms de l'actuelle franchise de basket-ball des Kings de Sacramento (NBA), lorsqu'elle était basée à Kansas City
- Monarchs de Kansas City : ancien club de baseball, membre des ligues majeures noires (Negro League)
- Royals de Kansas City : franchise de baseball évoluant dans la Ligue majeure de baseball
- Scouts de Kansas City : franchise de hockey sur glace, basée de 1974 à 1976 à Kansas City et évoluant en Ligue nationale de hockey. À la suite de ces deux saisons, la franchise est déménagée dans le Colorado, à Denver, et devient les Rockies du Colorado, qui eux-mêmes deviendront par la suite les Devils du New Jersey
- Spurs de Kansas City (anciennement Spurs de Chicago) : ancienne franchise de football (soccer), ayant évolué de 1968 à 1970 en North American Soccer League